# Йозефстальський колоністський округ
48°31′54.81″ пн. ш. 35°6′17.61″ сх. д. / 48.5318917° пн. ш. 35.1048917° сх. д.
Йозефстальський колоністський округ включав у себе німецькі колонії в нижній течії річки Самари на сході Дніпра. Заснований у 1789 році. Входив до складу Катеринославського та Новомосковського повітів Катеринославської губернії. Центром округу було село Йозефсталь. У 1886 році округ був ліквідований, і на його місці утворена Йозефстальська волость Новомосковського повіту.
Територія Йозефстальського колоністського округу становила 6379 десятин (6969 км²). В окрузі було 150 дворів і 72 безземельних сімейства (1841 рік). Працювали 18 млинів, 17 ткацьких верстатів, 3 церкви і молитовних будинки, 4 школи (1841 рік).
1861 року в окрузі була заснована німецька меннонітська колонія Біллервельд над річкою Татарка при її впадінні до Самари.

## Села
До складу округу входили села:
| № | Назва       | Німецька назва | Сучасна назва                     | Рік  |
| - | ----------- | -------------- | --------------------------------- | ---- |
| 1 | Йозефсталь  | Josefstal      | на сході Самарівки                | 1789 |
| 2 | Кронсґартен | Kronsgarten    | місцевість на сході Підгороднього | 1797 |
| 3 | Фішерсдорф  | Fishersdorf    | Рибальське                        | 1789 |
| 4 | Ямбурґ      | Jamburg        | Дніпрове                          | 1793 |

## Населення
| № | Кількість | Рік  |
| - | --------- | ---- |
| 1 | 1067      | 1818 |
| 2 | 1539      | 1834 |
| 4 | 1764      | 1841 |
| 5 | 2358      | 1859 |